# Leavenworth County
Leavenworth County je okres ve státě Kansas v USA. K roku 2010 zde žilo 76 227 obyvatel. Správním městem okresu je Leavenworth. Celková rozloha okresu činí 1 213 km².